# Acciano
Acciano är en ort och kommun i provinsen L'Aquila i regionen Abruzzo i Italien. Kommunen hade 317 invånare (2018).